# 아시가쿠보역
아시가쿠보역(일본어: 芦ヶ久保駅, あしがくぼえき)은 일본 사이타마현 지치부군 요코제정에 있는 세이부 철도 세이부 지치부 선의 철도역이다.
특급열차가 부정기적으로 정차하기도 한다.

## 타는 곳
| 1 | ■ 세이부 지치부 선 | 세이부 지치부 방면 지치부 철도 미쓰미네구치·나가토로 방면 |
| 2 | ■ 세이부 지치부 선 | 아가노·한노·도코로자와·이케부쿠로 방면                    |

## 역세권 정보
- 국도 제299호선

## 역사
- 1969년 10월 14일 : 영업 개시.

## 인접역
| 세이부 철도 ■ 세이부 지치부 선 | 세이부 철도 ■ 세이부 지치부 선 | 세이부 철도 ■ 세이부 지치부 선 |
| ------------------------------ | ------------------------------ | ------------------------------ |
| 쇼마루 한노 방면               | ■ 쾌속 급행 ■ 보통             | 요코제 세이부 지치부 방면      |